# Californication (single)
"Californication" is een nummer van de Amerikaanse rockband Red Hot Chili Peppers. Het is de vierde single van het gelijknamige zevende studioalbum Californication uit 1999. In juni 2000 werd het nummer wereldwijd op single uitgebracht. Deze single is een van de bekendste van de Red Hot Chili Peppers en wordt dan ook op bijna elk live concert uitgevoerd.

## Het lied
In "Californication" bekritiseert zanger Anthony Kiedis de sterk gecommercialiseerde westerse wereld, de onechtheid van Hollywood en de drang naar bekendheid. Hierbij haalt hij onderwerpen zoals pornografie en plastische chirurgie aan en verwijst hij naar culturele iconen als Kurt Cobain en David Bowie (met zijn album Station to Station) en invloedrijke films als Star Wars en Star Trek.

In dit lied heeft Kiedis het ook over "a teenage bride with a baby inside". Later zou hij beweren dat dit Dani is, het meisje dat ook in By the Way genoemd wordt. In 2006 brachten de Red Hot Chili Peppers met Dani California een nummer over dit personage uit.

## Videoclip
De videoclip werd geregisseerd door Jonathan Dayton en Valerie Faris. Ze maakten er een uniek werk van: de videoclip stelt een videospel voor, waarin de kijker het standpunt van de speler aanneemt. Anthony Kiedis, Flea, John Frusciante en Chad Smith zijn de personages waaruit de speler kan kiezen. Het videospel speelt zich af op verschillende locaties in Californië, zoals de Hollywood Walk of Fame, Muir Woods, de Golden Gate Bridge en de stad San Francisco. Heel wat personages die de bandleden in dit spel tegenkomen, verwijzen naar hun persoonlijkheid en interesses. Zo komt gitarist John Frusciante op een set terecht waar een film gemaakt wordt over het leven van Leonardo da Vinci (Frusciante is geïnteresseerd in Da Vinci's leven en werk). Later vliegt hij in zijn bekende ontwerp van een helikopter.
De beelden van het videospel worden telkens afgewisseld met beelden van de "echte" Red Hot Chili Peppers. Op het einde van de clip komen alle bandleden samen in het midden van de aarde. Ze vinden er een kubus, raken deze aan, en veranderen van grafische personages in echte mensen.

## Tracklijst

### cd-single 1 (1999)
1. "Californication (Album Versie)" - 5:21
2. "I Could Have Lied (Live)" - 4:26
3. "End of Show Brisbane (Live)" - 8:11

### cd-single 2 (1999)
1. "Californication (Album Versie)"
2. "I Could Have Lied (Live)"
3. "End of State College (Live)"

## Hitnoteringen

### Nederlandse Top 40
| Californication in de Nederlandse Top 40 - binnen: week 26/2000 | Californication in de Nederlandse Top 40 - binnen: week 26/2000 | Californication in de Nederlandse Top 40 - binnen: week 26/2000 | Californication in de Nederlandse Top 40 - binnen: week 26/2000 | Californication in de Nederlandse Top 40 - binnen: week 26/2000 | Californication in de Nederlandse Top 40 - binnen: week 26/2000 | Californication in de Nederlandse Top 40 - binnen: week 26/2000 | Californication in de Nederlandse Top 40 - binnen: week 26/2000 | Californication in de Nederlandse Top 40 - binnen: week 26/2000 | Californication in de Nederlandse Top 40 - binnen: week 26/2000 | Californication in de Nederlandse Top 40 - binnen: week 26/2000 | Californication in de Nederlandse Top 40 - binnen: week 26/2000 |
| Week                                                            | 1                                                               | 2                                                               | 3                                                               | 4                                                               | 5                                                               | 6                                                               | 7                                                               | 8                                                               | 9                                                               | 10                                                              |                                                                 |
| --------------------------------------------------------------- | --------------------------------------------------------------- | --------------------------------------------------------------- | --------------------------------------------------------------- | --------------------------------------------------------------- | --------------------------------------------------------------- | --------------------------------------------------------------- | --------------------------------------------------------------- | --------------------------------------------------------------- | --------------------------------------------------------------- | --------------------------------------------------------------- | --------------------------------------------------------------- |
| Nummer                                                          | 31                                                              | 16                                                              | 16                                                              | 13                                                              | 9                                                               | 12                                                              | 13                                                              | 16                                                              | 25                                                              | 37                                                              | uit                                                             |

### Mega Top 100
| Californication in de Mega Top 100 - binnen: 24-06-2000 | Californication in de Mega Top 100 - binnen: 24-06-2000 | Californication in de Mega Top 100 - binnen: 24-06-2000 | Californication in de Mega Top 100 - binnen: 24-06-2000 | Californication in de Mega Top 100 - binnen: 24-06-2000 | Californication in de Mega Top 100 - binnen: 24-06-2000 | Californication in de Mega Top 100 - binnen: 24-06-2000 | Californication in de Mega Top 100 - binnen: 24-06-2000 | Californication in de Mega Top 100 - binnen: 24-06-2000 | Californication in de Mega Top 100 - binnen: 24-06-2000 | Californication in de Mega Top 100 - binnen: 24-06-2000 |
| Week                                                    | 1                                                       | 2                                                       | 3                                                       | 4                                                       | 5                                                       | 6                                                       | 7                                                       | 8                                                       | 9                                                       |                                                         |
| ------------------------------------------------------- | ------------------------------------------------------- | ------------------------------------------------------- | ------------------------------------------------------- | ------------------------------------------------------- | ------------------------------------------------------- | ------------------------------------------------------- | ------------------------------------------------------- | ------------------------------------------------------- | ------------------------------------------------------- | ------------------------------------------------------- |
| Nummer                                                  | 89                                                      | 57                                                      | 49                                                      | 41                                                      | 44                                                      | 43                                                      | 53                                                      | 71                                                      | 76                                                      | uit                                                     |

### NPO Radio 2 Top 2000
| Nummer met noteringen in de NPO Radio 2 Top 2000 | '09 | '10 | '11 | '12 | '13 | '14 | '15 | '16 | '17 | '18 | '19 | '20 | '21 | '22 | '23 | '24 |
| ------------------------------------------------ | --- | --- | --- | --- | --- | --- | --- | --- | --- | --- | --- | --- | --- | --- | --- | --- |
| Californication                                  | 490 | 128 | 99  | 108 | 109 | 175 | 157 | 114 | 127 | 114 | 133 | 126 | 141 | 140 | 154 | 188 |

1. ↑  Een vetgedrukt getal geeft de hoogste notering aan.
2. ↑  2009 was het eerste jaar met een notering voor dit nummer.